# Сталинградский истребительный авиационный полк
Сталинградский истребительный авиационный полк (Сталинградский иап) — воинская часть Военно-воздушных сил (ВВС) Вооружённых Сил РККА, принимавшая участие в боевых действиях Великой Отечественной войны.

## Наименования полка

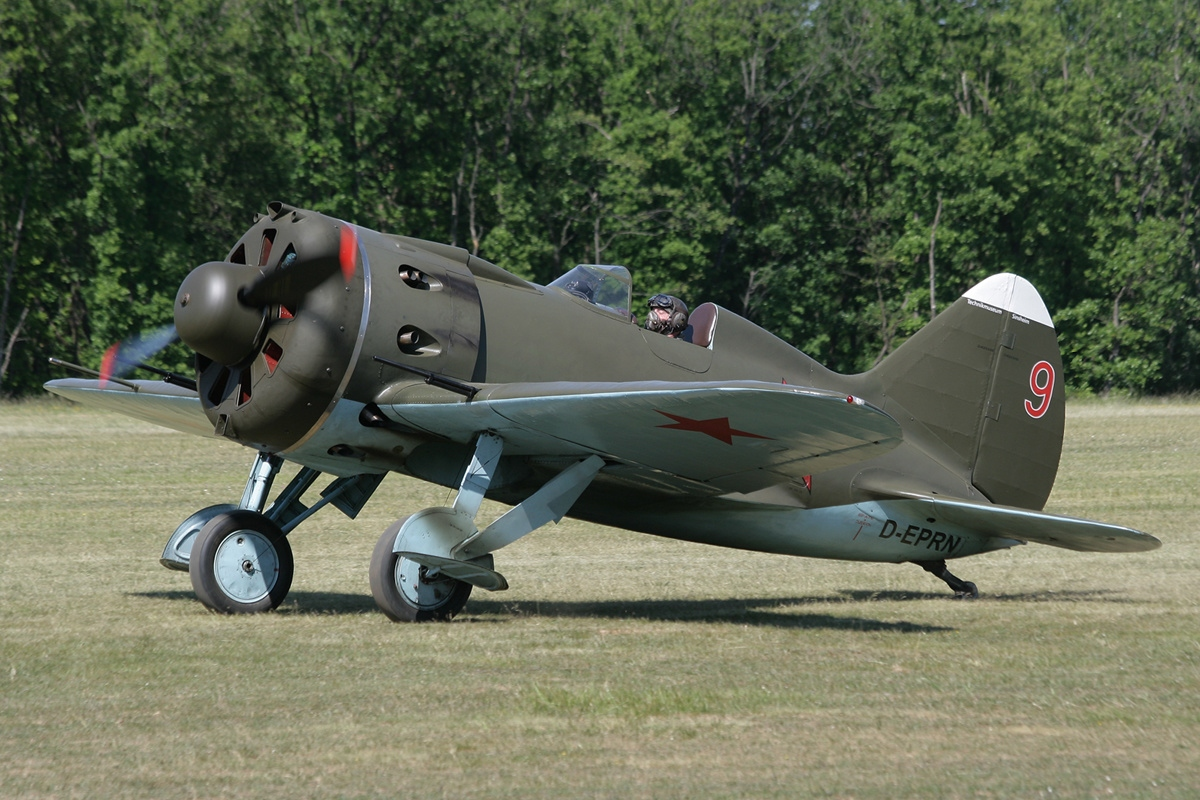
И-16

- Истребительный авиационный полк Сталинградских курсов (школы)
- Сталинградский истребительный авиационный полк
- 248-й истребительный авиационный полк
- 248-й Краснознамённый истребительный авиационный полк
- 248-й Пражский Краснознамённый истребительный авиационный полк
- 9-й Польский истребительный авиационный полк Войска Польского
- Полевая почта 29678

## Создание полка
Полк сформирован как Сталинградский истребительный авиационный полк из личного состава Сталинградской ВАШП в составе двух эскадрилий: 1-я аэ на самолетах Як-1, 2-я аэ — на И-16. Формирование проходило в боевой обстановке.

## Переименование полка
Сталинградский истребительный авиационный полк 23 ноября 1941 года был переименован в 248-й истребительный авиационный полк.

## В действующей армии
В составе действующей армии:
- с 29 октября 1941 года по 23 ноября 1941 года.

## Командиры полка
| Звание | Имя                        | Период                  | Примечание |
| ------ | -------------------------- | ----------------------- | ---------- |
| майор  | Крикун Григорий Михайлович | 22.10.1941 — 14.05.1942 |            |

## В составе соединений и объединений
| Период        | Фронт (округ) | армия             | дивизия                               | примечание                           |
| ------------- | ------------- | ----------------- | ------------------------------------- | ------------------------------------ |
| 22.10.1941 г. | Южный фронт   | ВВС Южного фронта | Сталинградская военная школа лётчиков | И-16, Як-1                           |
| 28.10.1941 г. | Южный фронт   | 56-я армия        | ВВС 56-й армии                        | И-16, Як-1                           |
| 23.11.1941 г. | Южный фронт   | 56-я армия        | ВВС 56-й армии                        | переименован в 248-й иап, И-16, Як-1 |

## Участие в операциях и битвах
- Ростовская операция

## Первая победа полка в воздушном бою
Первая известная воздушная победа полка в Отечественной войне одержана 29 октября 1941 года: старший лейтенант Перминов Ф. Я. в воздушном бою сбил немецкий истребитель Ме-109.

## Самолёты на вооружении
| Период      | Самолеты |
| ----------- | -------- |
| 1941 — 1941 | И-16     |
| 1941 — 1941 | Як-1     |